# Parihuzovce
Parihuzovce (maďarsky Juhos, rusínsky Паризівцї) jsou obec na Slovensku v okrese Snina v Prešovském kraji na úpatí Bukovských vrchů. Leží v ochranném pásmu Národního parku Poloniny. Nachází se tu lyžařské středisko s dvěma vleky. Žije zde 20 obyvatel.
První písemná zmínka o obci je z roku 1567.

## Pamětihodnosti
- řeckokatolický Chrám Narození přesvaté Bohorodičky
- vojenský hřbitov z 1. světové války (projektantem hřbitova byl Mikuláš Fábry)[2][3]